# Lars Nyberg (riksdagsledamot)
Lars Nyberg, född 1694, död 9 januari 1771, var en svensk borgmästare, riksdagsledamot och politiker.

## Biografi
Lars Nyberg föddes 1694 och arbetade som rådman i Hedemora. Han avled 1771.
Nyberg var riksdagsledamot för borgarståndet i Hedemora vid riksdagen 1746–1747.